# Mateus de Sá
Mateus Daniel Adão de Sá (Dracena, 21 novembre 1995) è un triplista brasiliano.

## Palmarès
| Anno | Manifestazione             | Sede           | Evento         | Risultato | Prestazione | Note                                     |
| ---- | -------------------------- | -------------- | -------------- | --------- | ----------- | ---------------------------------------- |
| 2012 | Sudamericani U18           | Mendoza        | Salto triplo   | Oro       | 15,26 m     |                                          |
| 2013 | Sudamericani juniores      | Resistencia    | Salto triplo   | Argento   | 16,14 m     |                                          |
| 2014 | Mondiali juniores          | Eugene         | Salto triplo   | Bronzo    | 16,47 m     |                                          |
| 2014 | Sudamericani U23           | Montevideo     | Salto triplo   | Bronzo    | 15,20 m     |                                          |
| 2016 | Campionati ibero-americani | Rio de Janeiro | Salto in lungo | Oro       | 16,40 m     |                                          |
| 2016 | Sudamericani U23           | Lima           | Salto triplo   | Bronzo    | 15,54 m     |                                          |
| 2017 | Sudamericani               | Asunción       | Salto triplo   | Argento   | 16,70 m     |                                          |
| 2017 | Universiadi                | Taipei         | Salto triplo   | 8º        | 16,08 m     |                                          |
| 2017 | Mondiali                   | Londra         | Salto triplo   | 27º (q)   | 16,10 m     |                                          |
| 2018 | Giochi sudamericani        | Cochabamba     | Salto triplo   | Argento   | 16,76 m     |                                          |
| 2019 | Universiadi                | Napoli         | Salto triplo   | Argento   | 16,57 m     | Miglior prestazione personale stagionale |
| 2020 | Sudamericani indoor        | Cochabamba     | Salto triplo   | Argento   | 16,62 m     | Miglior prestazione personale            |
| 2021 | Campionati sudamericani    | Guayaquil      | Salto triplo   | 5º        | 16,03 m     |                                          |
| 2021 | Giochi olimpici            | Tokyo          | Salto triplo   | 20º (q)   | 16,49 m     |                                          |
| 2022 | Mondiali                   | Eugene         | Salto triplo   | 24º (q)   | 16,04 m     |                                          |
| 2022 | Giochi sudamericani        | Asunción       | Salto triplo   | Bronzo    | 15,98 m     |                                          |
| 2023 | Campionati sudamericani    | San Paolo      | Salto triplo   | 6º        | 15,94 m     |                                          |